# Калюжный, Павел Павлович
Павел Павлович Калюжный (1916—2002) — генерал-майор Советской Армии, участник Великой Отечественной войны, Герой Советского Союза (1944).

## Биография
Павел Калюжный родился 6 марта 1916 года в селе Василевка (ныне — Вольнянский район Запорожской области Украины). После окончания средней школы и Запорожского аэроклуба остался в нём лётчиком-инструктором. В 1937 году Калюжный был призван на службу в Рабоче-крестьянскую Красную Армию. В августе 1938 года он окончил Качинскую военную авиационную школу лётчиков. С июня 1941 года — на фронтах Великой Отечественной войны.
К ноябрю 1943 года гвардии майор Павел Калюжный командовал эскадрильей 146-го гвардейского истребительного авиаполка 9-го истребительного авиакорпуса ПВО. К тому времени он совершил более 200 боевых вылетов, принял участие в 40 воздушных боях, сбив 7 вражеских самолётов лично и ещё 9 — в составе группы.
Указом Президиума Верховного Совета СССР от 29 марта 1944 года за «образцовое выполнение боевых заданий командования на фронте борьбы с немецкими захватчиками и проявленные при этом мужество и героизм» гвардии майор Павел Калюжный был удостоен высокого звания Героя Советского Союза с вручением ордена Ленина и медали «Золотая Звезда» за номером 3176.
Всего же за время своего участия в войне Калюжный совершил 320 боевых вылетов, принял участие в 152 воздушных боях, сбив 7 вражеских самолётов лично и ещё 10 — в составе группы. После окончания войны он продолжил службу в Советской Армии. В 1952 году гвардии полковник Калюжный окончил Военно-воздушную академию, в 1957 году — Военную академию Генерального штаба. В 1976 году в звании генерал-майора Калюжный был уволен в запас. Проживал в Ленинграде. Умер 22 декабря 2002 года, похоронен на Никольском кладбище Санкт-Петербурга.
Был также награждён орденами Красного Знамени, Александра Невского, Отечественной войны 1-й степени, двумя орденами Красной Звезды, рядом медалей.

Могила Калюжного на Никольском кладбище Александро-Невской лавры в Санкт-Петербурге.